# Miss República Dominicana 2000
El certamen Miss República Dominicana 2000 fue celebrado el 25 de marzo del 2000. Esta edición fue organizada por la productora de eventos Gatsby Dominicana. Hubo 60 delegadas en el concurso haciendo el concurso con más candidatas en la historia. La ganadora escogida representó a República Dominicana en el Miss Universo 2000. Miss Mundo Dominicana fue al Miss Mundo 2000. Miss Internacional Dominicana iba a ir al Miss Internacional 2000. La Primera Finalista fue al Miss Tropical International 2000. La Segunda Finalista fue al Reinado Internacional del Café 2000. El resto de la semifinalista fueron a diferente concurso internacionales. Esta edición sería la segunda y última edición en seleccionar a una decimoquinta finalista en la historia del Miss República Dominicana.

## Resultados
| Resultados                     | Candidatas |
| ------------------------------ | --- |
| Miss República Dominicana 2000 | Constanza - Gilda Jovine |
| Miss Mundo Dominicana          | Distrito Nacional - Claudia Santaella |
| Miss Internacional Dominicana  | Samaná - Daniela de Andrade |
| 1a Finalista                   | Santiago de los Caballeros Katty Suarez |
| 2a Finalista                   | Comunidad Dom. en Miami - Oscarina Crisóstomo |
| Top 10 Semifinalistas          | Monte Cristi - Silvana dos Santos Puerto Plata - Marlene Burgos Santiago - Katty Suarez Santiago Rodríguez - Yady Rosado Villa Tapia - Cristina Cruz |

### Premios especiales
Mejor Rostro - Gilda Jovine (Constanza)

Mejor Traje Típico - Jeudy Melo (Licey al Medio)

Miss Fotogénica - Yaíra Abreu (Santiago)

Miss Amistad - Marlene Burgos (Puerto Plata)

| Predecesor: Luz García Moca | Miss República Dominicana 2000 | Sucesor: Claudia Cruz San Juan |

### Premios preliminares
Miss Belleza Rondinella - Dulce Tavárez (San Francisco de Macorís)

Miss Elegancia - Gilda Jovine (Constanza)

Mejor Cabello - Eugenia Vallamón (Hato Mayor)

Mejor Cuerpo - Gilda Jovine (Constanza)

Miss Primavera - Laurette García (La Altagracia)

Miss Rostro Avon - Claudia Santaella (Distrito Nacional)

### Puntuaje
Ganadora
     Miss Mundo Dominicana
     Miss Internacional Dominicana
     Primera Finalista
     Segunda Finalista
     Top 10 Semifinalistas
     Candidatas oficiales
| \| Candidata \| Traje de Baño \| Traje de Gala \| Promedio \| Pregunta \| Promedio Final \| \| ------------------------ \| ------------- \| ------------- \| -------- \| -------- \| -------------- \| \| Constanza \| 9.400 \| 9.700 \| 9.550 \| 9.600 \| 9.567 \| \| Distrito Nacional \| 9.350 \| 9.500 \| 9.425 \| 9.400 \| 9.417 \| \| Samaná \| 9.100 \| 9.150 \| 9.125 \| 9.450 \| 9.233 \| \| Cotuí \| 9.150 \| 9.000 \| 9.075 \| 9.350 \| 9.167 \| \| Comunidad Dom. en Miami \| 9.200 \| 8.875 \| 9.038 \| 9.325 \| 9.133 \| \| Santiago Rodríguez \| 9.600 \| 8.950 \| 9.275 \| 9.300 \| \| \| Santiago \| 9.500 \| 9.000 \| 9.250 \| 9.275 \| \| \| Puerto Plata \| 9.300 \| 9.150 \| 9.225 \| 9.225 \| \| \| Villa Tapia \| 9.000 \| 9.600 \| 9.300 \| 9.100 \| \| \| Monte Cristi \| 9.200 \| 9.500 \| 9.350 \| 9.000 \| \| \| Pimentel \| 8.300 \| 9.750 \| 9.025 \| \| \| \| Consuelo \| 9.275 \| 8.700 \| 8.988 \| \| \| \| El Seibo \| 8.450 \| 9.500 \| 8.975 \| \| \| \| Boca Chica \| 8.900 \| 8.975 \| 8.938 \| \| \| \| San Juan \| 8.800 \| 9.075 \| 8.938 \| \| \| \| Imbert \| 9.500 \| 8.300 \| 8.900 \| \| \| \| Nagua \| 8.275 \| 9.500 \| 8.888 \| \| \| \| Dajabón \| 8.740 \| 9.000 \| 8.870 \| \| \| \| Castillo \| 9.700 \| 8.000 \| 8.850 \| \| \| \| Villa Altagracia \| 8.750 \| 8.900 \| 8.825 \| \| \| \| Villa González \| 8.800 \| 8.825 \| 8.813 \| \| \| \| Azua \| 8.600 \| 9.000 \| 8.800 \| \| \| \| Monción \| 9.300 \| 8.300 \| 8.800 \| \| \| \| San Francisco de Macorís \| 7.975 \| 9.550 \| 8.763 \| \| \| \| Jimaní \| 8.450 \| 9.050 \| 8.750 \| \| \| \| Sosúa \| 9.000 \| 8.500 \| 8.750 \| \| \| \| Neiba \| 9.875 \| 7.600 \| 8.738 \| \| \| \| Río San Juan \| 8.700 \| 8.700 \| 8.700 \| \| \| \| Jánico \| 7.925 \| 9.425 \| 8.675 \| \| \| \| Baní \| 7.950 \| 9.375 \| 8.663 \| \| \| \| Piedra Blanca \| 8.000 \| 9.300 \| 8.650 \| \| \| \| Isla Saona \| 7.950 \| 9.325 \| 8.638 \| \| \| \| Guaymate \| 7.500 \| 9.750 \| 8.625 \| \| \| \| Jarabacoa \| 9.450 \| 7.800 \| 8.625 \| \| \| \| Licey al Medio \| 9.075 \| 8.150 \| 8.613 \| \| \| \| Salcedo \| 9.500 \| 7.600 \| 8.550 \| \| \| \| Espaillat \| 7.800 \| 9.250 \| 8.525 \| \| \| \| Ocoa \| 7.550 \| 9.275 \| 8.413 \| \| \| \| Monte Plata \| 8.000 \| 8.600 \| 8.300 \| \| \| \| Higüey \| 7.950 \| 8.600 \| 8.275 \| \| \| \| Pedernales \| 9.475 \| 7.075 \| 8.275 \| \| \| \| Villa Bisonó \| 7.700 \| 8.700 \| 8.200 \| \| \| \| Barahona \| 9.075 \| 7.300 \| 8.188 \| \| \| \| Duarte \| 7.925 \| 8.425 \| 8.175 \| \| \| \| La Vega \| 8.500 \| 7.700 \| 8.100 \| \| \| \| Duvergé \| 8.450 \| 7.725 \| 8.088 \| \| \| \| Los Alcarrizos \| 8.300 \| 7.800 \| 8.050 \| \| \| \| Valverde \| 9.000 \| 7.100 \| 8.050 \| \| \| \| San Pedro de Macorís \| 8.200 \| 7.875 \| 8.038 \| \| \| \| San Cristóbal \| 7.925 \| 8.125 \| 8.025 \| \| \| \| La Altagracia \| 7.800 \| 8.175 \| 7.988 \| \| \| \| Comunidad Dom. en N.Y. \| 7.350 \| 8.625 \| 7.988 \| \| \| \| Santo Domingo de Guzmán \| 7.250 \| 8.650 \| 7.950 \| \| \| \| Villa Mella \| 8.000 \| 7.700 \| 7.850 \| \| \| \| Cabrera \| 7.500 \| 8.175 \| 7.838 \| \| \| \| La Romana \| 7.275 \| 8.350 \| 7.813 \| \| \| \| Hato Mayor \| 7.775 \| 7.725 \| 7.750 \| \| \| \| Pedro Brand \| 8.500 \| 7.000 \| 7.750 \| \| \| \| Bonao \| 7.375 \| 7.800 \| 7.588 \| \| \| \| Elías Piña \| 7.750 \| 7.175 \| 7.463 \| \| \| |               |               |          |          |                |
| Candidata | Traje de Baño | Traje de Gala | Promedio | Pregunta | Promedio Final |
| Constanza | 9.400         | 9.700         | 9.550    | 9.600    | 9.567          |
| Distrito Nacional | 9.350         | 9.500         | 9.425    | 9.400    | 9.417          |
| Samaná | 9.100         | 9.150         | 9.125    | 9.450    | 9.233          |
| Cotuí | 9.150         | 9.000         | 9.075    | 9.350    | 9.167          |
| Comunidad Dom. en Miami | 9.200         | 8.875         | 9.038    | 9.325    | 9.133          |
| Santiago Rodríguez | 9.600         | 8.950         | 9.275    | 9.300    |                |
| Santiago | 9.500         | 9.000         | 9.250    | 9.275    |                |
| Puerto Plata | 9.300         | 9.150         | 9.225    | 9.225    |                |
| Villa Tapia | 9.000         | 9.600         | 9.300    | 9.100    |                |
| Monte Cristi | 9.200         | 9.500         | 9.350    | 9.000    |                |
| Pimentel | 8.300         | 9.750         | 9.025    |          |                |
| Consuelo | 9.275         | 8.700         | 8.988    |          |                |
| El Seibo | 8.450         | 9.500         | 8.975    |          |                |
| Boca Chica | 8.900         | 8.975         | 8.938    |          |                |
| San Juan | 8.800         | 9.075         | 8.938    |          |                |
| Imbert | 9.500         | 8.300         | 8.900    |          |                |
| Nagua | 8.275         | 9.500         | 8.888    |          |                |
| Dajabón | 8.740         | 9.000         | 8.870    |          |                |
| Castillo | 9.700         | 8.000         | 8.850    |          |                |
| Villa Altagracia | 8.750         | 8.900         | 8.825    |          |                |
| Villa González | 8.800         | 8.825         | 8.813    |          |                |
| Azua | 8.600         | 9.000         | 8.800    |          |                |
| Monción | 9.300         | 8.300         | 8.800    |          |                |
| San Francisco de Macorís | 7.975         | 9.550         | 8.763    |          |                |
| Jimaní | 8.450         | 9.050         | 8.750    |          |                |
| Sosúa | 9.000         | 8.500         | 8.750    |          |                |
| Neiba | 9.875         | 7.600         | 8.738    |          |                |
| Río San Juan | 8.700         | 8.700         | 8.700    |          |                |
| Jánico | 7.925         | 9.425         | 8.675    |          |                |
| Baní | 7.950         | 9.375         | 8.663    |          |                |
| Piedra Blanca | 8.000         | 9.300         | 8.650    |          |                |
| Isla Saona | 7.950         | 9.325         | 8.638    |          |                |
| Guaymate | 7.500         | 9.750         | 8.625    |          |                |
| Jarabacoa | 9.450         | 7.800         | 8.625    |          |                |
| Licey al Medio | 9.075         | 8.150         | 8.613    |          |                |
| Salcedo | 9.500         | 7.600         | 8.550    |          |                |
| Espaillat | 7.800         | 9.250         | 8.525    |          |                |
| Ocoa | 7.550         | 9.275         | 8.413    |          |                |
| Monte Plata | 8.000         | 8.600         | 8.300    |          |                |
| Higüey | 7.950         | 8.600         | 8.275    |          |                |
| Pedernales | 9.475         | 7.075         | 8.275    |          |                |
| Villa Bisonó | 7.700         | 8.700         | 8.200    |          |                |
| Barahona | 9.075         | 7.300         | 8.188    |          |                |
| Duarte | 7.925         | 8.425         | 8.175    |          |                |
| La Vega | 8.500         | 7.700         | 8.100    |          |                |
| Duvergé | 8.450         | 7.725         | 8.088    |          |                |
| Los Alcarrizos | 8.300         | 7.800         | 8.050    |          |                |
| Valverde | 9.000         | 7.100         | 8.050    |          |                |
| San Pedro de Macorís | 8.200         | 7.875         | 8.038    |          |                |
| San Cristóbal | 7.925         | 8.125         | 8.025    |          |                |
| La Altagracia | 7.800         | 8.175         | 7.988    |          |                |
| Comunidad Dom. en N.Y. | 7.350         | 8.625         | 7.988    |          |                |
| Santo Domingo de Guzmán | 7.250         | 8.650         | 7.950    |          |                |
| Villa Mella | 8.000         | 7.700         | 7.850    |          |                |
| Cabrera | 7.500         | 8.175         | 7.838    |          |                |
| La Romana | 7.275         | 8.350         | 7.813    |          |                |
| Hato Mayor | 7.775         | 7.725         | 7.750    |          |                |
| Pedro Brand | 8.500         | 7.000         | 7.750    |          |                |
| Bonao | 7.375         | 7.800         | 7.588    |          |                |
| Elías Piña | 7.750         | 7.175         | 7.463    |          |                |

## Candidatas
| Representa                         | Candidata                                 | Año | Altura          | Oriunda                    |
| ---------------------------------- | ----------------------------------------- | --- | --------------- | -------------------------- |
| Azua                               | Clarisa Lariana de Lara Merán             | 20  | 1,75 m (5′ 9″)  | Azua de Compostela         |
| Baní                               | Airiz Jatna Mella Escandón                | 22  | 1,74 m (5′ 9″)  | Santo Domingo              |
| Barahona                           | Anna María Torres Bosch                   | 19  | 1,70 m (5′ 7″)  | Santa Cruz de Barahona     |
| Boca Chica                         | Victoria María Reyes Báez                 | 18  | 1,74 m (5′ 9″)  | Santo Domingo              |
| Bonao                              | Mariely Corelia Bisonó Moncada            | 23  | 1,77 m (5′ 10″) | Bonao                      |
| Cabrera                            | Andrea Margarita Ricard Santa María       | 19  | 1,73 m (5′ 8″)  | Santiago de los Caballeros |
| Castillo                           | Tania Carina Lara Medina                  | 25  | 1,72 m (5′ 8″)  | San Francisco de Macorís   |
| Comunidad Dominicana en Miami      | Oscarina Liz Crisóstomo de la Rosa        | 22  | 1,82 m (6′ 0″)  | Miami                      |
| Comunidad Dominicana en Nueva York | Lariela Jonell Rodríguez Landro           | 19  | 1,75 m (5′ 9″)  | Brooklyn                   |
| Constanza                          | Gilda Evangelina Jovine Gross-Reyes       | 19  | 1,83 m (6′ 0″)  | Constanza                  |
| Consuelo                           | Carolina Selín Oviedo Albuquerque         | 21  | 1,79 m (5′ 10″) | San Pedro de Macorís       |
| Cotuí                              | Arianna Yinette Campusano Reyonsa         | 20  | 1,80 m (5′ 11″) | Cotuí                      |
| Dajabón                            | Odette Odilia Carillo López               | 24  | 1,79 m (5′ 10″) | Santo Domingo              |
| Distrito Nacional                  | Claudia Carolina Santaella Quiñónez       | 19  | 1,84 m (6′ 0″)  | Santo Domingo              |
| Duarte                             | Clary Karina Tineo García                 | 19  | 1,74 m (5′ 9″)  | San Francisco de Macorís   |
| Duvergé                            | Viviana Katherine Sánchez Polanco         | 26  | 1,71 m (5′ 7″)  | Santiago de los Caballeros |
| El Seibo                           | Raiza Elizabeth Colmenares Valencia       | 18  | 1,80 m (5′ 11″) | Santo Domingo              |
| Elías Piña                         | Alecia Ivette Moreno Táradeos             | 20  | 1,73 m (5′ 8″)  | Santo Domingo              |
| Espaillat                          | Paola María Gutiérrez de Camacho          | 24  | 1,70 m (5′ 7″)  | Moca                       |
| Guaymate                           | Samantha Rosa Cáceres Santos              | 19  | 1,73 m (5′ 8″)  | La Romana                  |
| Hato Mayor                         | Eugenia Berenís Vallamón Rosario          | 18  | 1,78 m (5′ 10″) | Hato Mayor del Rey         |
| Higüey                             | María de la Altagracia Pérez Rosendo-Cruz | 24  | 1,79 m (5′ 10″) | Salvaleón de Higüey        |
| Imbert                             | Suly Marleny de la Mota Rosario           | 18  | 1,72 m (5′ 8″)  | San Felipe de Puerto Plata |
| Isla Saona                         | Máyerlin Rosaura Íñiguez Ramírez          | 22  | 1,83 m (6′ 0″)  | Santo Domingo              |
| Jánico                             | Andrea Sarah Peña de los Santos           | 21  | 1,79 m (5′ 10″) | Santiago de los Caballeros |
| Jarabacoa                          | Mónica del Carmen Abreu Matos             | 25  | 1,77 m (5′ 10″) | Jarabacoa                  |
| Jimaní                             | Carolina Perla Gómez Pichardo             | 24  | 1,73 m (5′ 8″)  | Santo Domingo              |
| La Altagracia                      | Laurette Ámel García Rodríguez            | 18  | 1,71 m (5′ 7″)  | Salvaleón de Higüey        |
| La Romana                          | Teresa Alisa Fernández Inoa               | 22  | 1,75 m (5′ 9″)  | La Romana                  |
| La Vega                            | Nathaly Yelí Durán Escamoso               | 21  | 1,74 m (5′ 9″)  | Concepción de La Vega      |
| Licey                              | Jeudy María Melo Espinal                  | 23  | 1,81 m (5′ 11″) | Santiago de los Caballeros |
| Los Alcarrizos                     | Alma Altagracia Santana Reyes             | 19  | 1,80 m (5′ 11″) | Santo Domingo              |
| Monción                            | Yaneida Elizabeth Polanco Brito           | 21  | 1,73 m (5′ 8″)  | Santiago de los Caballeros |
| Monte Cristi                       | Silvana Andreína dos Santos Mateo         | 22  | 1,83 m (6′ 0″)  | Santiago de los Caballeros |
| Monte Plata                        | Yailitza Anilelka Sarita Palacios         | 19  | 1,75 m (5′ 9″)  | Monte Plata                |
| Nagua                              | Landy Margarita Hernández Bautista        | 20  | 1,80 m (5′ 11″) | Nagua                      |
| Neiba                              | Laura Perina Fermín Castañeda             | 25  | 1,70 m (5′ 7″)  | Santo Domingo              |
| Ocoa                               | Myriam Alessandra O'Nelly Safiro          | 20  | 1,80 m (5′ 11″) | Santo Domingo              |
| Pedernales                         | Ana María Veaux Rojas                     | 24  | 1,75 m (5′ 9″)  | Pedernales                 |
| Pedro Brand                        | Carina Agnés Pérez Polanco                | 20  | 1,79 m (5′ 10″) | Santo Domingo              |
| Piedra Blanca                      | Mía Tatiana Sued Alcántara                | 21  | 1,70 m (5′ 7″)  | Santo Domingo              |
| Pimentel                           | Eva María Ynoa Tavares                    | 20  | 1,74 m (5′ 9″)  | San Francisco de Macorís   |
| Puerto Plata                       | Marlene Raydirys Burgos Mota              | 23  | 1,84 m (6′ 0″)  | San Felipe de Puerto Plata |
| Río San Juan                       | Stéphanie Victoria Chavellinni Issac      | 18  | 1,84 m (6′ 0″)  | Santiago de los Caballeros |
| Salcedo                            | Mayline Alina Rosario Veras               | 23  | 1,81 m (5′ 11″) | Santiago de los Caballeros |
| Samaná                             | María Daniela Sofía de Andrade Espaillat  | 18  | 1,85 m (6′ 1″)  | Las Terrenas               |
| San Cristóbal                      | Sarah Carolina Medina de la Rosa          | 21  | 1,83 m (6′ 0″)  | San Cristóbal              |
| San Francisco de Macorís           | Dulce Esperanza Tavárez Ynoa              | 22  | 1,74 m (5′ 9″)  | San Francisco de Macorís   |
| San Juan                           | Reímy Minerva Solano Torres               | 18  | 1,78 m (5′ 10″) | Santo Domingo              |
| San Pedro de Macorís               | Arianna María Sosa Pineda                 | 20  | 1,72 m (5′ 8″)  | San Pedro de Macorís       |
| Santiago                           | Katty Josefina Suarez Reyes               | 18  | 1,79 m (5′ 10″) | Santiago de los Caballeros |
| Santiago Rodríguez                 | Yady Josefina del Mar Rosado Oviedo       | 19  | 1,79 m (5′ 10″) | San Ignacio de Sabaneta    |
| Santo Domingo de Guzmán            | Olivia del Carmen Arredondo Cid           | 21  | 1,83 m (6′ 0″)  | Santo Domingo              |
| Sosúa                              | Alba Mercedes Ynoa Medina                 | 25  | 1,71 m (5′ 7″)  | San Felipe de Puerto Plata |
| Valverde                           | Paula Johanna Román Celís                 | 24  | 1,74 m (5′ 9″)  | Santiago de los Caballeros |
| Villa Altagracia                   | Márilyn Nerea Mena Mejía                  | 20  | 1,77 m (5′ 10″) | Santo Domingo              |
| Villa Bisonó                       | María Antonieta Reyes Estévez             | 24  | 1,73 m (5′ 8″)  | Santiago de los Caballeros |
| Villa González                     | Araiza Xiomara Peña Montés de Oca         | 19  | 1,75 m (5′ 9″)  | Santiago de los Caballeros |
| Villa Mella                        | María del Lourdes di Lombardi Dujárric    | 22  | 1,78 m (5′ 10″) | Santo Domingo              |
| Villa Tapia                        | Cristina Miverva Cruz Ximénez-Mirabal     | 22  | 1,72 m (5′ 8″)  | Santo Domingo              |